# Athyrium crassipes
Athyrium crassipes är en majbräkenväxtart som beskrevs av Ren-Chang Ching. Athyrium crassipes ingår i släktet Athyrium och familjen Athyriaceae. Inga underarter finns listade.